# Urrotz
Urrotz település Spanyolországban, Navarra autonóm közösségben. Urrotz Ultzama, Beintza-Labaien, Ituren, Oitz és Donamaria községekkel határos. Lakosainak száma 173 fő (2024).

## Népesség
A település népessége az elmúlt években az alábbi módon változott:
| Lakosok száma | 200  | 187  | 183  | 191  | 180  | 179  | 185  | 183  | 177  | 173  |
|               | 2001 | 2004 | 2007 | 2009 | 2012 | 2014 | 2017 | 2019 | 2022 | 2024 |